# Зеленоборск (Ханты-Мансийский автономный округ)
Зеленоборск — посёлок городского типа в Советском районе Ханты-Мансийского автономного округа России. Железнодорожная станция Конда Свердловской ж.д.направления Екатеринбург-Серов-Приобье.

## География
Расстояние до административного центра 29 км.

## История
Образован в 1963 году. В составе Советского поселкового совета Кондинского района передан в феврале 1968 года Советскому району.
3 октября 1968 года посёлок Зеленоборск отнесён к категории рабочих поселков.

## Население
| 1970  | 1979  | 2002  | 2009  | 2010  | 2012  | 2013  |
| ----- | ----- | ----- | ----- | ----- | ----- | ----- |
| 2205  | ↗2459 | ↘2209 | ↗2408 | ↘2379 | ↘2352 | ↘2344 |
| 2014  | 2015  | 2016  | 2017  | 2018  | 2019  | 2020  |
| ↘2316 | ↘2264 | ↘2251 | ↘2233 | ↘2206 | ↘2178 | ↘2144 |
| 2021  |       |       |       |       |       |       |
| ↘1778 |       |       |       |       |       |       |